# Resistance (pel·lícula)
Resistance és una pel·lícula de guerra  estatunidenca-holandesa estrenada l'any 2003, dirigida per Todd Komarnicki amb un guió de Todd Komarnicki i Anita Shreve amb Bill Paxton, Julia Ormond i Sandrine Bonnaire en els papers principals.

## Argument
El 16 de gener de 1944, un avió de reconeixement americà és abatut a Delahaut, sobre la Bèlgica ocupada pels nazis en la Segona Guerra Mundial. Només sobreviu Ted Brice. Un noi, Jean Benoit, el descobreix i el porta a casa d'una parella de resistents, Clara i Henry Daussois que l'amaguen a la seva granja. Ted revela l'existència a l'avió d'un quadern que conté codis que han de facilitar el desembarcament aliat. Per recuperar-ho, un resistent mata els soldats alemanys que vigilaven les restes de l'avió, fet que comporta represàlies alemanyes cap a la població. Però Ted Brice s'enamora de Clara i Henry, per gelosia, el denuncia als alemanys. Ted Brice és assassinat, així com Henry, mentre que Clara és alliberada.

## Repartiment
- Bill Paxton: Major Theodore (Ted) Brice
- Julia Ormond: Clara Daussois
- Philippe Volter: Henri Daussois
- Sandrine Bonnaire: Lucette Oomlop
- Jean-Michel Vovk: Antoine
- Antoine Van Lierde: Jean Benoit
- Ariane Schluter: Béatrice Benoit
- Angelo Bison: Artaud Benoit
- Filip Peeters: El capità Haas
- Victor Reinier: l'interrogador
- Dennis Hayden: Eddie
- Élie Lison: Jauque

## Llocs de rodatge
El film es va rodar l'any 2002 a Bèlgica a:
- Petite-Chapelle
- Limbourg
- Kettenis
- Chimay
- Clermont

## Pressupost i explotació
Resistance, amb un pressupost de 16 milions d'euros, era el film més car de la producció cinematogràfica holandesa. La seva explotació en sales només va durar una setmana.